# Uittocht uit Egypte

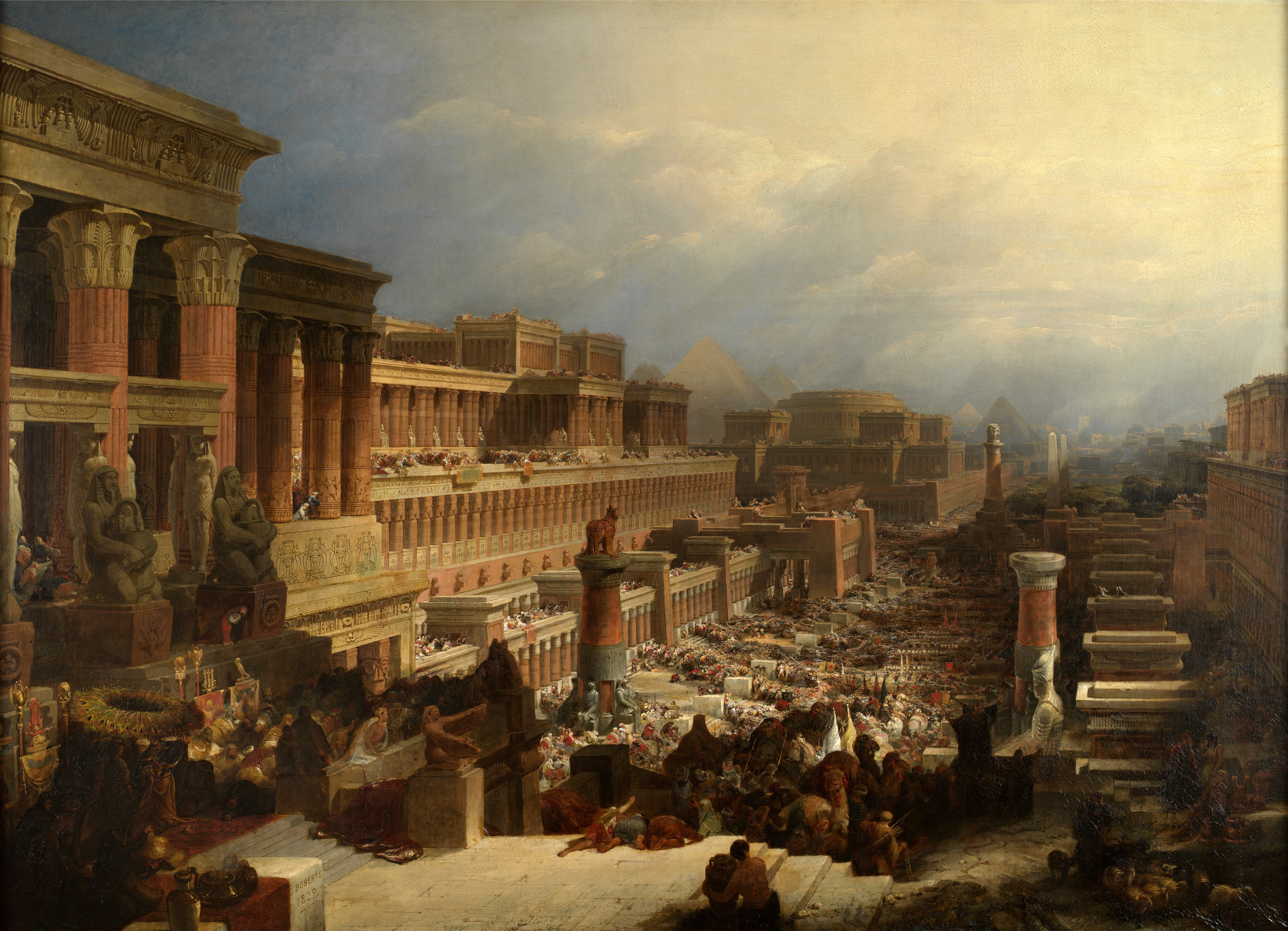
"De Israëlieten verlaten Egypte"
David Roberts (1828)

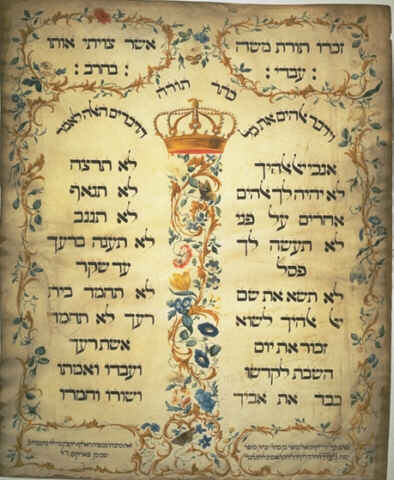
De weergave van de tekst van de Tien geboden op 18e-eeuws perkament, in het Hebreeuws, door de Amsterdamse Jekoeti'eel Sofeer

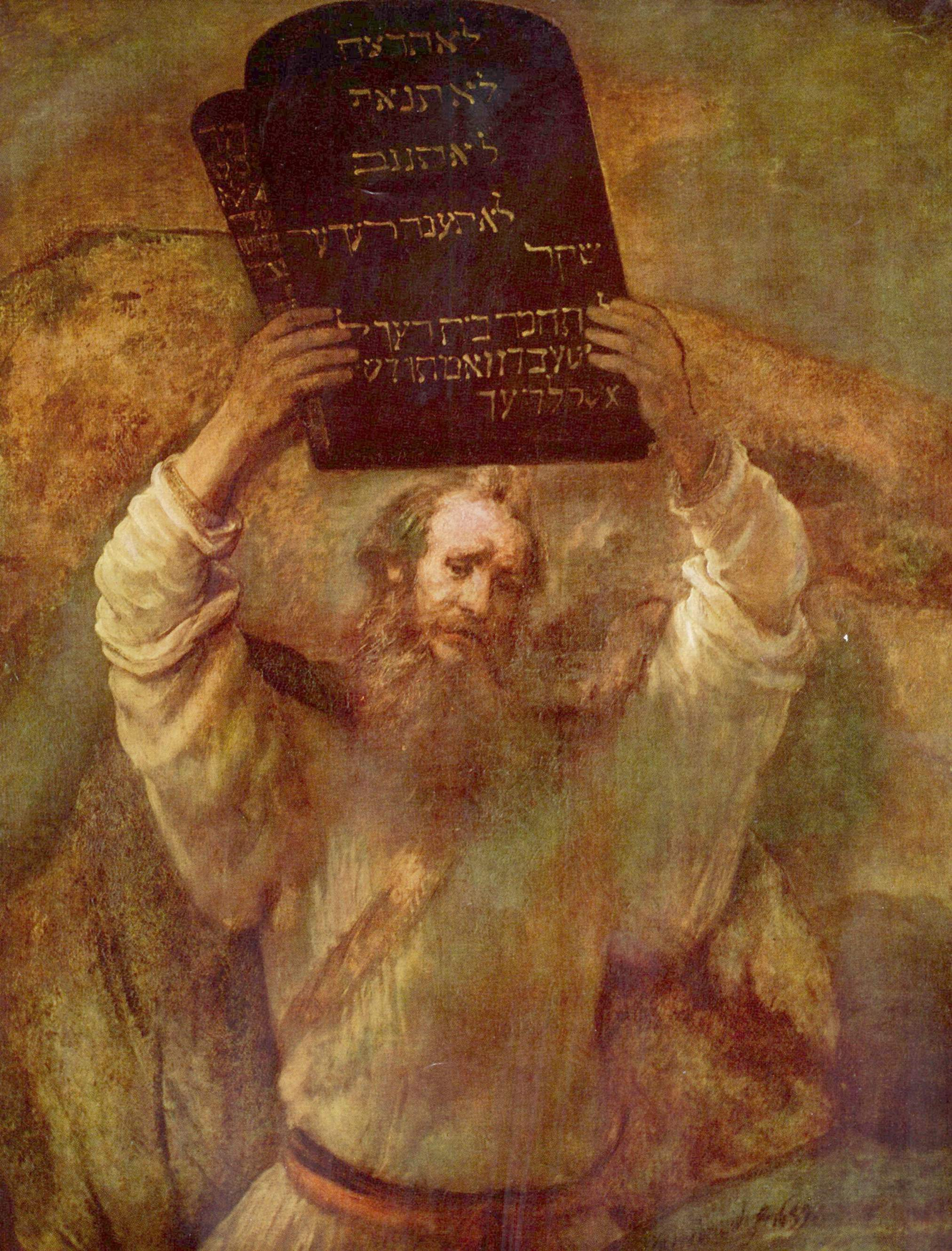
Mozes en de wet (Rembrandt)

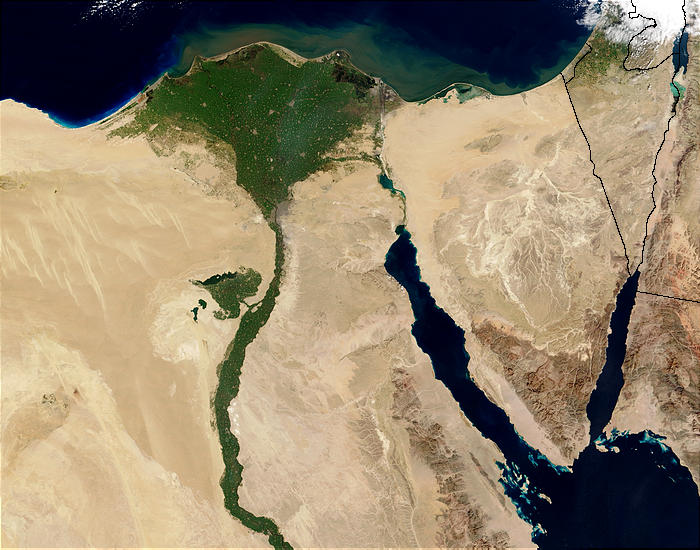
Nijldelta en Sinaï

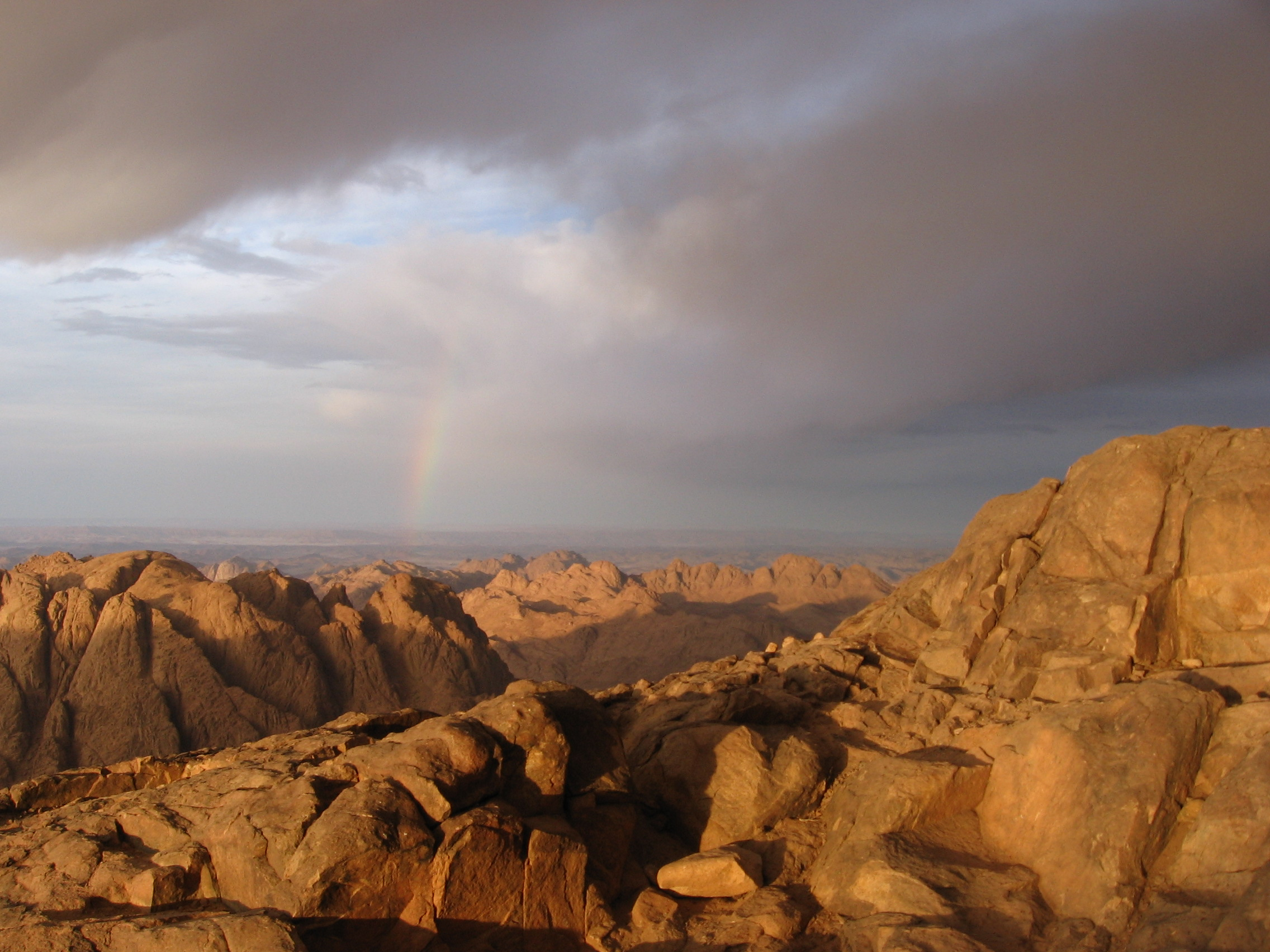
De berg Sinaï (Horeb, Jabal musa)

De uittocht uit Egypte (Hebreeuws: יציאת מצרים, Jetsi'at Mitzrajiem) of exodus (Grieks: ἔξοδος; exodos, "weg uit") is het verhaal uit de Hebreeuwse Bijbel over het vertrek van de Israëlieten uit het oude Egypte. In de strikte betekenis van het woord heeft de term alleen betrekking op het vertrek uit Egypte zoals beschreven in Exodus; in bredere zin heeft de term ook betrekking op het ronddolen in de woestijn tussen Egypte en Kanaän, de periode waarin Mozes Gods wetten gaf, zoals beschreven in Leviticus, Numeri en Deuteronomium.
Tegenwoordig neemt men veelal aan dat het uitgebreide verhaal gevormd is tijdens of na de Babylonische ballingschap (6e, 5e eeuw v.Chr.), maar dat de kern van het verhaal ouder is; er zijn al sporen van in de 8e en 7e eeuw v.Chr., in de tekst van de Deuteronomist (de boeken van Deuteronomium tot en met 2 Koningen). Sommige geleerden nemen echter aan dat de bronnen nog ouder zijn en dat er daadwerkelijk herinneringen bewaard zijn gebleven aan de neergang aan het einde van de Late Bronstijd in de 13e eeuw voor Christus.

## Het verhaal

### Voorgeschiedenis
De Israëlieten waren in Egypte gekomen nadat Jozef, zoon van Jakob, die als slaaf naar Egypte verkocht werd, daar later de tweede man na de farao werd en zijn familie tijdens een hongersnood naar Egypte liet komen, waar ze gingen wonen in Gosen, in de Nijldelta.
Toen later een farao regeerde "die Jozef niet gekend had", maakte deze de Israëlieten tot slaven. Wegens hun grote bevolkingsgroei nam volgens de farao het gevaar toe dat ze bij een oorlog tussen Egypte en een ander land de kant van de vijand zouden kiezen. Daarom bepaalde hij dat al hun pasgeboren jongetjes moesten worden gedood.

### Mozes en de tien plagen
Mozes werd als baby verstopt en na enige tijd als vondeling opgenomen en opgevoed door de dochter van de farao. Toen hij volwassen was, sloeg hij een Egyptenaar dood en moest vluchten. Hij belandde in Midjan waar hij trouwde en als schaapherder werkte.
Hier had Mozes een ontmoeting met God, die vertelde dat zijn naam JHWH is en hem de opdracht gaf naar de farao te gaan om de vrijlating van de Israëlieten te eisen. Hierna keerden Mozes en zijn gezin terug naar Egypte en begon hij met zijn opdracht. Er ontwikkelde zich een zware strijd tussen Mozes, Aäron en de Israëlieten aan de ene en farao en zijn hof aan de andere kant. Uiteindelijk bracht de laatste van tien plagen, de dood van alle eerstgeborenen in de Pesachnacht, de farao eindelijk op de knieën om de Israëlieten te laten gaan.

### Vertrek uit Egypte
Het volk moest tijdens de laatste plaag klaar staan om weg te trekken. Als ze bloed op de deurpost hadden gesmeerd, zou de dood hun eerstgeborenen niet treffen. Midden in de nacht (het is volle maan) werden ze Egypte uitgejaagd.
Toen de farao over de uittocht van zijn horigen werd bericht, bedacht hij zich weer en zette de achtervolging in. Bij de Schelfzee (Rode Zee) bereikten de achtervolgers de Israëlieten, die hierop in paniek raakten. Maar Mozes zegde hen de hulp van JHWH toe en door een wonder verschafte Hij een doorgang door de zee door deze te splijten. De Israëlieten konden over de droge bodem van de zee naar vrijheid lopen, maar toen de Egyptenaren hen achtervolgden, sloot de zee zich weer en de farao kwam samen met zijn strijdkrachten om het leven.

### Dolen in de woestijn
Direct na hun vertrek uit Egypte kwamen de Israëlieten al in de problemen, maar JHWH zorgde voortdurend voor wonderbaarlijke oplossingen. Zo wisten ze niet waarheen ze moesten reizen, maar wees een wolk- en vuurkolom hen de weg. Toen ze werden achtervolgd door de Egyptenaren plaatste JHWH een wolk tussen de Israëlieten en de achtervolgers. Het bittere water van de bron Mara werd zoet nadat Mozes hout in het water gooide. God zond manna en kwartels toen het voedsel opraakte en toen ook het drinkwater opraakte, sloeg Mozes bij Massa en Meriba op een rots om er water uit te laten stromen. Toen de Amalekieten de Israëlieten aanvielen, beloofde God dat de Israëlieten aan de winnende hand zouden zijn zolang Mozes met opgeheven handen zou bidden.

### Openbaring van Gods wet
Toen de Israëlieten bij de Sinaï kwamen, openbaarde God zich aan hen en sloot een verbond met ze: zij zouden Zijn torah (wet, onderwijzing) houden en Hij zou hun God zijn en ze het land Kanaan geven. De tien geboden zijn het bekendste deel van de wet. Mozes kreeg echter nog veel meer wetten. Onder andere over de inrichting van de tabernakel en de offerdienst. Bovendien werden de tien geboden op stenen tabletten geschreven. Voor dit alles bleef Mozes vrij lang weg. Het ongeduldige volk richtte een eredienst in rondom een gouden kalf. Woedend gooide Mozes de stenen tafels met de wet kapot. Opnieuw moest hij de berg op, waar God zich op een bijzondere manier aan hem liet zien. Het boek Exodus eindigt met de inwijding van de tabernakel, waarbij de heerlijkheid van JHWH zichtbaar werd.

### Reis door de woestijn

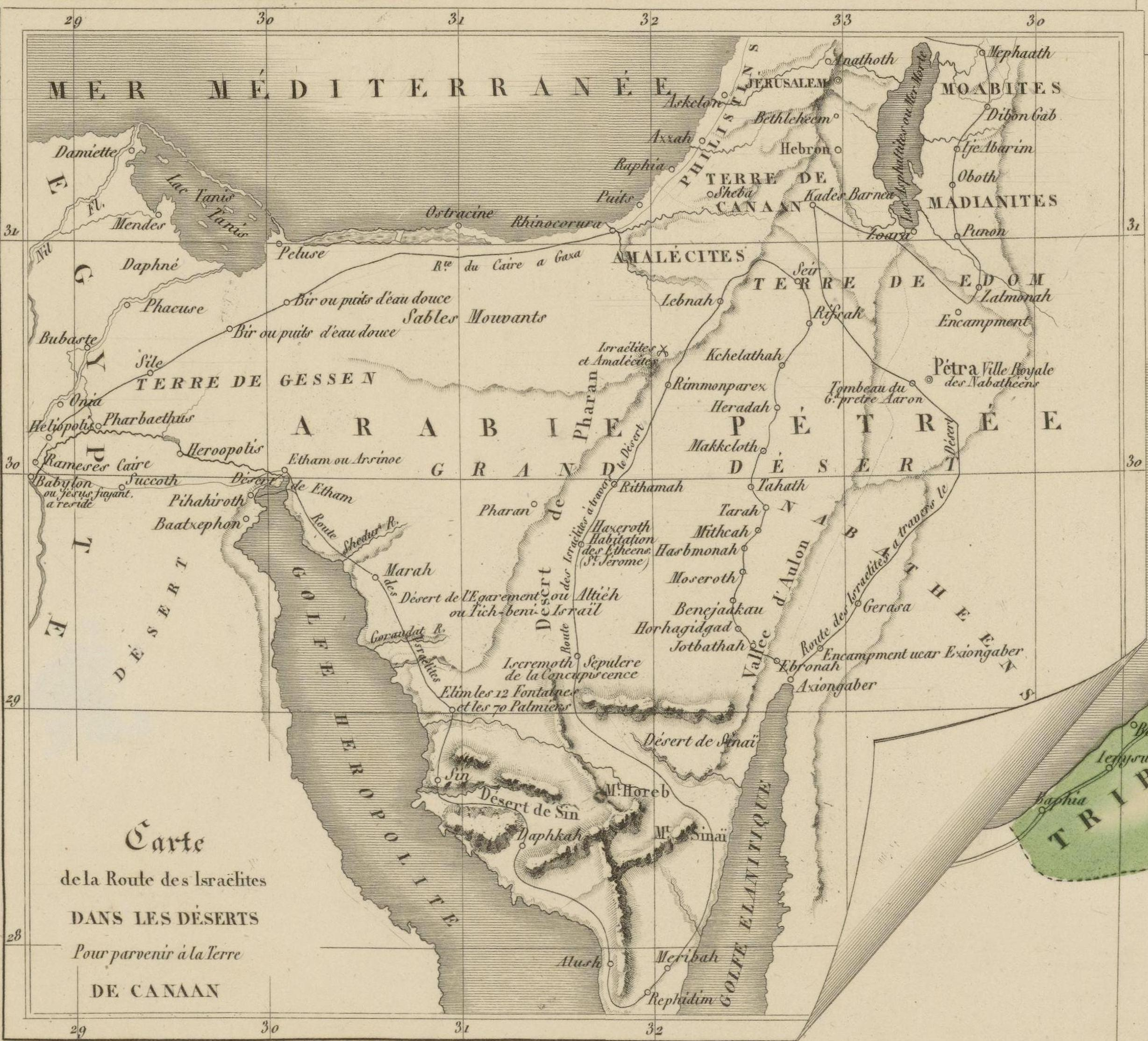
Kaart uit 1838 met een mogelijke route naar het Beloofde Land

In de Bijbel wordt de reis van de Israëlieten uitgebreid verhaald. Op 20 iar verhief de wolk zich voor het eerst van boven de tabernakel, bijna vijftig dagen nadat deze was opgericht. De wolk leidde het volk naar Kibroth-thaava, in of nabij de Wildernis van Paran, mogelijk een gebied in het oosten van de Sinaï, tussen de Golf van Akaba en de Dode Zee. In Kibroth-thaava werd het volk steeds ontevredener. De mensen klaagden er bijvoorbeeld over dat ze alleen het manna te eten hadden, dat zes ochtenden in de week uit de hemel neerdaalde. Ze vroegen om vlees, dat ze vervolgens kregen toen er kwartels vanuit de kust naar Paran zwermden.
Op de volgende stopplaats, in Hazeroth, klaagden Aäron en Mozes' zuster Mirjam dat Mozes als enige woordvoerder van God optrad. God droeg hen op om voor de tabernakel te verschijnen, waar hij Mozes' alleenrecht als woordvoerder bekrachtigde en Mirjam tijdelijk met melaatsheid besmette. Zij was nu volgens Gods wetten onrein geworden en moest zeven dagen in quarantaine buiten het kamp worden gebracht. Pas na de zeven dagen kon het volk weer verder trekken richting Kanaän.

#### Begin van de omzwervingen
Voordat het Israëlitische volk Kanaän binnen mocht trekken, kreeg Mozes in Kadesh Barnea de opdracht om het land te laten verkennen door mannen uit de twaalf stammen, uit elk van die stammen een. Toen de twaalf mannen na veertig dagen terugkwamen van hun verkenningstocht deden zij verslag en meldden de grote vruchtbaarheid van het land. Volgens de meeste verspieders waren de inwonende volken echter onverslaanbaar. Alleen Jozua uit de stam Efraïm en Kaleb uit de stam Juda waren optimistisch.
De overwegend pessimistische berichten ontmoedigden een groot deel van het volk, en velen spraken erover om terug te gaan naar Egypte. God sprak vanuit de tabernakel en dreigde het gehele twijfelende volk te zullen verdrijven. Mozes pleitte echter voor hen, waarop God vonniste dat de generatie die de uittocht uit Egypte had meegemaakt het Beloofde Land niet zou bereiken, met uitzondering van Jozua en Kaleb. Hij bepaalde dat de totale reisduur veertig jaar zou bedragen, inclusief de twee jaar die al verstreken waren. De resterende jaren moesten de Israëlieten in het droge gebied van Sinaï blijven rondtrekken. De tabernakel werd derhalve nog vele tientallen keren gedemonteerd, getransporteerd en weer ineengezet.

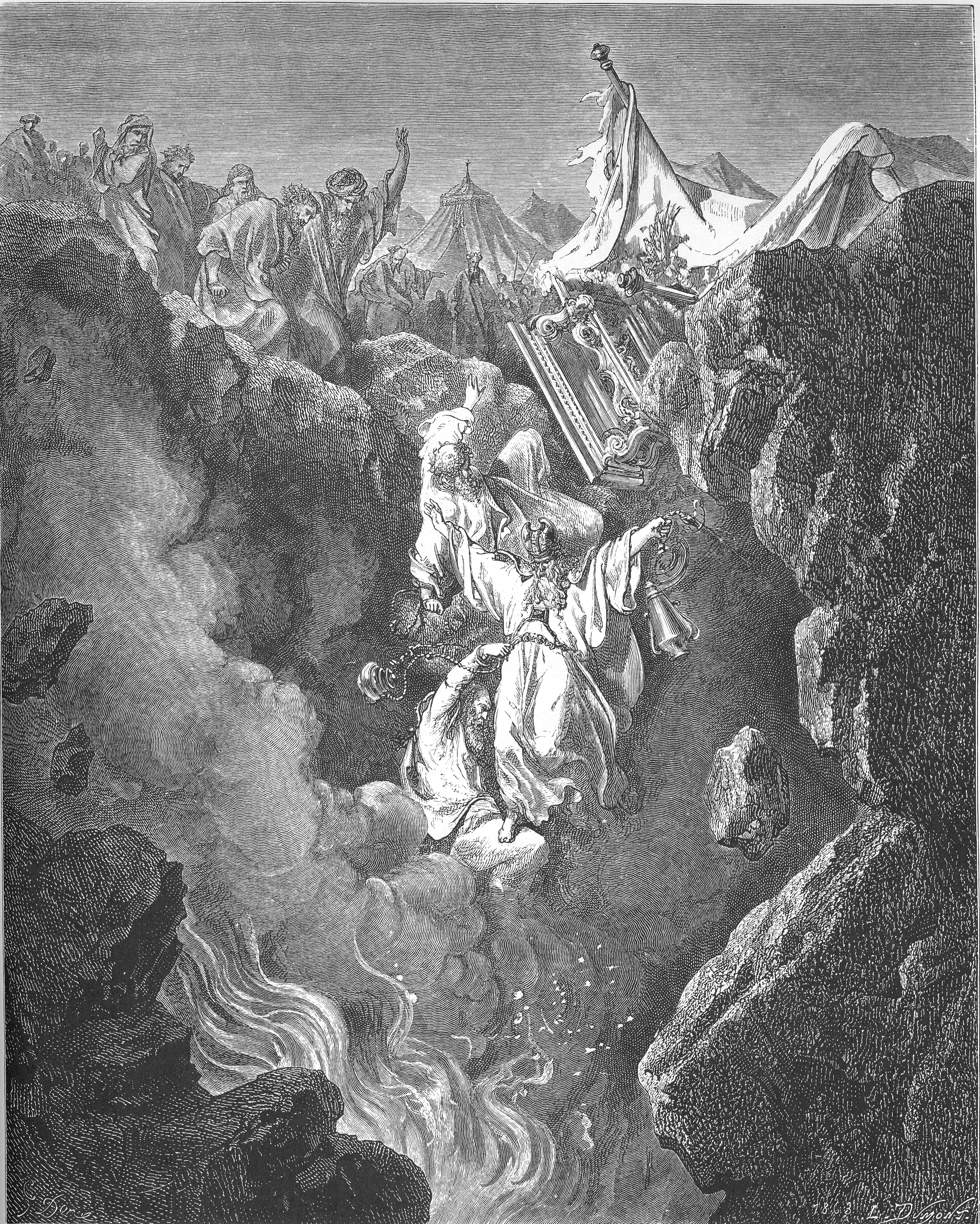
De dood van Korach, Datan en Abiram

Numeri 16 verhaalt over een volgende opstand die werd ontketend door Korach, een Kehatiet uit de stam van Levi, en Datan, Abiram en On uit de stam Ruben, een stam die ten zuiden van de Kehatieten gelegerd lag De opstandelingen beweerden dat het gehele volk heilig was en dat Mozes en Aäron zichzelf onterecht boven het volk plaatsten. Zowel leden uit de gehele stam Levi als uit de overigen stammen mochten volgens hen als priester dienen. Mozes daagde de opstandelingen uit om naar de voorhof van de tabernakel te komen en daar tegelijk met Aäron reukwerk voor God te branden, iets wat volgens Gods wetten alleen Aäron en diens nakomelingen mochten doen. Terwijl 250 opstandelingen in koperen vuurpotten het reukwerk brandden, scheurde de aarde open en kwam er vuur uit de hemel, waarop Korach en zijn medestanders door de aarde werden gedood. De koperen vuurpotten werden geplet om het brandofferaltaar mee te bekleden, als een teken voor het nageslacht.
Om de aanstelling van Aäron te bekrachtigen liet God hem en oversten uit de twaalf overige stammen voor de tabernakel ontbieden. Allen dienden hun staf mee te nemen en daarop hun naam te schrijven. De dertien staven werden vervolgens door Mozes in de tabernakel gelegd. De volgende dag haalde Mozes de staven weer voor het gehele volk tevoorschijn, zodat allen konden zien dat Aärons staf in bloei stond en rijpe amandelen droeg. Om deze gebeurtenis en de bevestiging van Aärons verkiezing te herdenken werd de staf in de Ark van het Verbond gelegd.

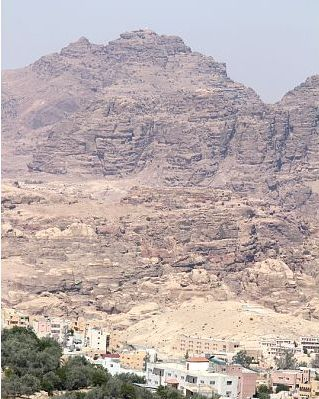
De berg Hor in het huidige Jordanië

Na hun lange reis door het Sinaï-gebied kwamen de Israëlieten weer terug in Kadesh Barnea, de plaats waar de omzwervingen begonnen. Hier stierf Mozes' zus Mirjam. Aäron en Mozes maakten de fout om God niet te eren toen zij water voor het volk uit de rots tevoorschijn lieten komen. God verordende derhalve dat ook zij het Beloofde Land niet zouden binnengaan. De volgende stopplaats was de berg Hor in het huidige Jordanië. Hier kreeg Mozes van God opdracht om met Aäron en zijn zoon Eleazar de berg te beklimmen en daar het hogepriesterschap van vader op zoon over te dragen. Op de berg zei Mozes tegen Aäron dat hij zijn ceremoniële kleding moest uittrekken en tegen Eleazar dat hij ze moest aantrekken. Aäron stierf op de bergtop en het volk beweende hem daarop dertig dagen.

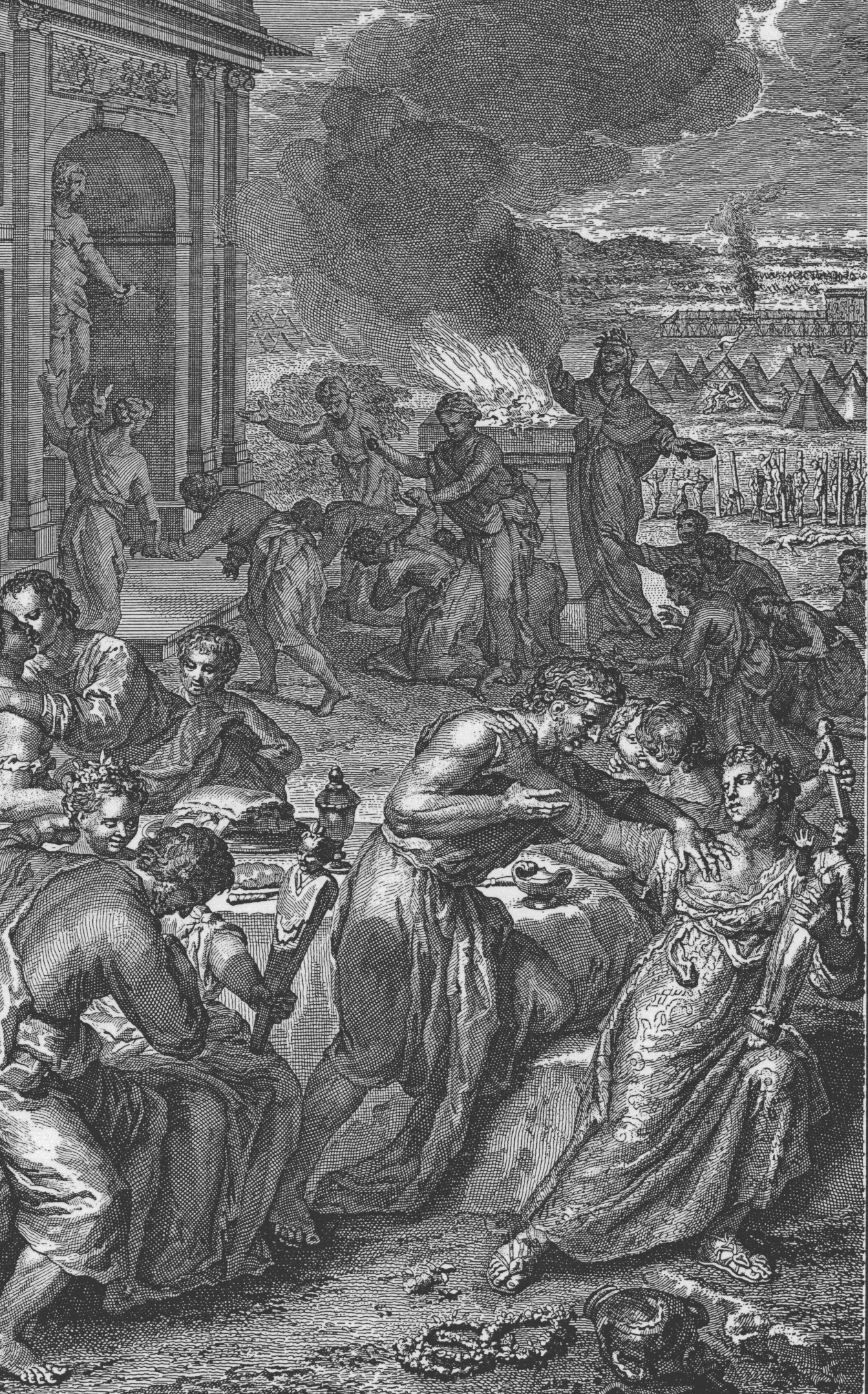
Israëlieten aanbidden de Midjanitische goden.

#### De laaglanden van Moab
Na overwinningen behaald te hebben in een strijd op de Kanaänieten in de Negev en de Amoritische koningen Sihon en Og legerde het volk zich in de laaglanden van Moab. Dit gebied lag aan de oostzijde van de Jordaan die de grens vormde van het Beloofde Land, en was volgens het verhaal in de Bijbel de 31e standplaats van de tabernakel. In de plaats Sittim in de laaglanden kreeg het volk, dat voor een groot deel uit een nieuwe generatie bestond die de goden van Egypte niet kende, te maken met de religie van de Midjanieten. Deze was in veel opzichten anders. De Israëlieten aanbaden bijvoorbeeld slechts één god, de Midjanieten hadden een polytheïstische religie en aanbaden beelden van Baäl-Peor en andere goden.
Volgens de door God aan de Israëlieten gegeven wetten mochten er geen godsbeelden worden gemaakt, laat staan aanbeden. Volgens joodse commentators ging de aanbidding van Baäl-Peor gepaard met exhibitionisme, terwijl de Levitische priesters een broek dienden te dragen op het terrein van de tabernakel, 'om het vlees der schaamte te bedekken'. Veel Israëlitische mannen lieten zich verleiden door Midjanitische vrouwen om geslachtsgemeenschap met hen te hebben en hun afgoden te aanbidden. Mozes gaf de rechters van het volk opdracht om alle mannen te doden die Baäl-Peor hadden aanbeden. Toen een Israëliet van de stam Simeon een Midjanitische vrouw in het kamp bracht, greep Eleazars zoon Pinechas een speer om beiden daarmee te doden.
Sittim was voor Mozes de laatste kampplaats. Hij kreeg van God opdracht om Jozua als leider over het volk aan te stellen en om daarna het Abarimgebergte te beklimmen. Hier zou hij achter de Jordaan het Beloofde Land zien voordat hij zou sterven. Het Bijbelboek Deuteronomium bevat vier aan Mozes toegeschreven toespraken die hij voor het volk hield, nadat hij Jozua had aangesteld. De toespraken bestonden behalve uit samenvattingen van de tocht naar Kanaän en verklaringen van Gods wetten ook uit aanvullende wetten betreffende de toekomstige inbezitneming van het Beloofde Land. De Israëlieten kregen bijvoorbeeld de opdracht om alle afgodsbeelden te vernietigen en de Levieten te blijven onderhouden, die waren aangewezen voor de werkzaamheden in en rond de tabernakel. De Israëlieten mochten de tabernakel bovendien alleen opbouwen op de plek die God zou verkiezen.
Het boek Leviticus bevat wetten van God. Numeri vertelt hoe de Israëlieten onder leiding van God van Sinaï naar Kanaän reisden, maar weigerden verder te gaan, omdat spionnen meldden dat er reuzen woonden. God besloot dan dat ze in de woestijn moesten blijven tot de generatie die Egypte had verlaten, was uitgestorven. Na een verblijf van 38 jaar in de oase Kadesh Barnea trok de nieuwe generatie naar de grens van Kanaän. Het boek Deuteronomium vertelt, hoe Mozes ze, met het Beloofde Land in zicht, herinnerde aan hun reis en ze nieuwe wetten gaf. Hij stierf precies 40 jaar na de uittocht uit Egypte. Dit markeert het einde van het boek Deuteronomium en de Tora.

## Doorwerking in de Hebreeuwse Bijbel
De weergave van het verhaal in de boeken Exodus, Numeri en Deuteronomium is het bekendste verslag van de uittocht uit Egypte, maar daarbuiten zijn er nog meer dan 150 verwijzingen naar te vinden in de Bijbel. De wijsheidsliteratuur, (de boeken Job, Prediker en Spreuken) is de enige categorie van betekenis die de uittocht uit Egypte niet noemt. De oudste verwijzingen vinden we bij de profeten Amos en Hosea, die in de 8e eeuw v.Chr. in het koninkrijk Israël actief waren; Micha en Jesaja 1 t/m 39, in dezelfde periode geschreven in Juda, noemen de uittocht geheel niet; het is denkbaar dat de Exodus-traditie in de 8e eeuw in noordelijke koninkrijk belangrijker werd gevonden dan in het zuidelijke Juda.

## Historiciteit
Er zijn geen historisch-wetenschappelijke bewijzen dat Mozes als historisch persoon heeft bestaan, hoewel de Hebreeuwse Bijbel zelf enkele aanwijzingen bevat die zouden kunnen wijzen op historische informatie, zoals zijn Egyptische naam, zijn familiebanden met Midjan en de relatie die in de late koningstijd werd gelegd tussen hem en de voorwerpen voor de cultus in Jeruzalem, zoals de koperen slang Nehushtan. Dat dit later bedacht zou zijn, kan om kritische redenen worden uitgesloten: het is eenvoudig onbegrijpelijk dat de traditie de grondlegger van het ware Israël uitgerekend een Egyptische naam gaf.
De verhalen waarin Mozes een rol speelt, zoals de uittocht uit Egypte, worden daarom beschouwd als mythische constructie. Diverse historici stellen dat het bij het verblijf in Egypte en de uittocht uit Egypte gaat om enkele families en dat hun persoonlijke geschiedenis werd uitgebreid en "genationaliseerd" in functie van de theologische ideologie.
Daar staat tegenover dat de zware conflicten tussen de Midjanieten en de Midden-Israëlitische stammen zich in het collectieve geheugen van Israël bevinden. Dus moet hier vanuit kritische overwegingen rekening worden gehouden met een historische weerklank. Het verband met de Midjanieten wijst geografisch op een gebied tussen de Dode Zee en de Golf van Akaba. Een verband met gebeurtenissen inzake een vlucht uit Egypte is daardoor op zijn minst niet uitgesloten, want bij een vlucht van Egypte naar Palestina zou het vermijden van de bewaakte kustwegen automatisch leiden over het grondgebied van de Midjanieten.
Volgens de Israëlische archeoloog Israel Finkelstein en de historicus Neil Asher Silberman zijn de Israëlieten nooit in Egypte geweest, heeft ook de intocht in Kanaän nooit plaatsgevonden, en waren David en Salomo lokale leiders zonder enige macht. De verhalen over hen in de boeken Samuël, Koningen en Kronieken moeten volgens hen worden beschouwd als volkslegenden en mythen. Finkelstein en Silberman beroepen zich op verschillende wetenschappelijke disciplines en voeren onder andere als argument aan dat de Bijbelse verhalen intern vaak tegenstrijdig zijn of elementen bevatten die in de tijd waarin deze verhalen spelen nog niet bestonden (anachronismen).

### Ontstaan van het uittochtverhaal in de Thora
Er zijn verschillende theorieën over het ontstaan van het uittocht verslag in de boeken Exodus-Leviticus-Numeri-Deuteronomium:
1. De documentaire hypothese gaat ervan uit dat de Pentateuch, de eerste vijf boeken van de Bijbel, of de Thora, een lange ontstaansgeschiedenis heeft is en ontstaan uit een combinatie van diverse bronnen die oorspronkelijk onafhankelijk van elkaar waren. Uiteindelijk heeft er rond 400 v.Chr. een redactie plaatsgevonden op de verschillende bronnen die in omloop waren, waarvan de belangrijkste worden genoemd: de Jahwist (± 950 v.Chr.), de Elohist (± 850 v.Chr), de Deuteronomist (± 621 v.Chr.) en de Priestercodex (± 450 v.Chr.).
2. De supplementen-hypothese stelt dat er oorspronkelijk een enkel document was, dat is uitgebreid met "supplementen", met een uiteindelijke redactie rond 450 v.Chr. Deze theorie werd geopperd door John Van Seters in de jaren zeventig en veronderstelde dat een schrijver, de Jahwist, het verhaal schreef in de 6e eeuw v.Chr. en dat dit later werd uitgebreid door anderen, met name de Priesterschool. De betekenis van de Jahwist verschilt sterk van de betekenis in de documentenhypothese.
3. De fragmentenhypothese gaat ervan uit dat de boeken rond 450 v.Chr. door een auteur werden samengesteld uit allerlei fragmenten, zoals kleine teksten en mondelinge overleveringen (verhalen, spreuken, liederen enzovoorts). De meest recente ideeën plaatsen Deuteronomium laat in de 7e eeuw v.Chr., met een herziening in de 6e, en de andere boeken in de Perzische periode, de 5e eeuw v.Chr. De overlevering daarachter gaat zeker verder terug (gezien de verwijzing ernaar door de 8e-eeuwse profeten), maar men is niet zeker wat er achter die traditie ligt.
4. De traditionele opvatting is dat Mozes deze vijf boeken schreef. Ze zouden dan in de 15e of de 13e eeuw v.Chr. zijn ontstaan. Daarbij wordt wel de kanttekening gemaakt dat Mozes bronnen zal hebben geraadpleegd voor de verhalen uit Genesis, dat een ander de slotverzen van Deuteronomium zal hebben geschreven (zijn dood en begrafenis)[30] en dat er in de meer dan duizend jaar tot het sluiten van de Hebreeuwse canon geredigeerd zal zijn. Het is zeker dat er fouten in de tekst zijn geslopen of verkeerd gecorrigeerd zijn, of dat er fouten ontstaan zijn door een verkeerde interpretatie van bijvoorbeeld het woord elef.[31]

Volgens vele hedendaagse theologen kan het verhaal van de uittocht uit Egypte het best beschouwd worden als theologie in de vorm van een geschiedenisverhaal, dat laat zien hoe JHWH handelde om zijn volk te bevrijden en te versterken.
Over een mogelijk historische kern van het verhaal wordt al lange tijd gediscussieerd. Hieronder volgen enkele populaire aspecten van het verhaal van Exodus.

### Aantallen en logistiek
Volgens Exodus 12:37-38 waren de Israëlieten met ongeveer 600.000 man te voet (vrouwen en kinderen niet meegerekend), plus vele niet-Israëlieten en hun vee. Dat zou neerkomen op 2.000.000 mensen. Er is, afgezien van de Hyksos, geen bewijs dat Egypte ooit zo’n enorme demografische en economische ramp heeft beleefd, of dat de Sinaï ooit zo dichtbevolkt is geweest. Ook is niet vastgesteld dat een grote toename van de bevolking in Kanaän is geweest, waarvan de bevolking in die tijd op 50.000 tot 100.000 wordt geschat.
- Soms wordt aangenomen dat er een vertaalfout is gemaakt en menen dat het woord “elef” hier geen duizend betekent maar "clan" of "familie(hoofd)", zodat er 600 families waren en geen 600.000 mannen, waarmee het aantal mensen op ongeveer 20.000 zou komen.[33][34] Deze uitleg loopt echter vast op teksten waar het exacte aantal van 603.550 personen gegeven en bedoeld wordt.[35] Ter verdediging van de hypothese zou men kunnen aannemen dat er interpretatie- en overschrijffouten in de vroegste overlevering van de tekst zijn geslopen.[34]
- De meeste oudtestamentici denken dat dergelijke duizendtallen bedoeld zijn als overdrijving (hyperbool) om een imponerende groep aan te duiden.[36]

### Archeologie
Er is geen twijfel over dat de voorstelling van de uittocht uit Egypte en de redding bij de Rode Zee de ervaringen weerspiegelen die ten tijde van het op schrift stellen van deze verhalen speelden, rond de Assyrische onderdrukking in de 7e eeuw v.Chr. Als de Egyptische bronnen uit de late bronstijd en vroege ijzertijd worden vergeleken met vondsten in Palestina, wordt duidelijk dat er van een enorme uittocht en wonder bij de Rode Zee waarbij duizenden, zelfs honderdduizenden Israëlieten waren betrokken, geen sprake kan zijn. Uit geen enkele bron is een overeenkomstige dood van een farao, laat staan zijn volledige leger, gebleken. Het valt ook niet te verwachten dat er archeologische, geologische of meteorologische bewijzen gevonden zullen worden die het wonder bij de Rode Zee in enige praktische vorm onweerlegbaar als historisch zullen aantonen.
Het archeologische bewijs levert vooral aanwijzingen op dat de oorsprong van Israël in Kanaän ligt en niet in Egypte. Er zijn tot nu toe, ondanks een eeuw zoeken, geen aanwijzingen voor de Egyptische slavernij en de ontsnapping naar de woestijn. De cultuur van de eerste Israëlieten is Kanaänitisch, hun religieuze voorwerpen zijn die van de god El, het aardewerk blijft helemaal in de Kanaänitische traditie, en het Paleo-Hebreeuwse alfabet is vrijwel identiek aan het Fenicisch alfabet. Het enige onderscheid tussen Israëlitische en Kanaänitische dorpen is dat in de Israëlitische geen resten van varkens werden gevonden. Dus, zou men ook kunnen concluderen, hebben de profeten niet overdreven toen ze zich hiertegen verzetten. Traditionele Bijbeluitleggers wijzen er vaak op dat men uit de afwezigheid van bewijs over het algemeen maar heel voorzichtig conclusies kunt trekken.

Soms wordt wel gedacht dat slechts een deel van Israël slaaf was in Egypte en dat dezen zich in Kanaän bij hun familie vestigden.

### Anachronismen
De precieze ligging van de genoemde plaatsen is onzeker, ook omdat de woestijngebieden niet permanent bewoond waren. De genoemde stad Ramses heette toen mogelijk Avaris, en zou zijn gelegen waar nu Tell el-Daba ligt.
De angst van de farao dat de Israëlieten zich zouden kunnen verbinden met legers die Egypte zouden binnenvallen, lijkt ook niet waarschijnlijk in het late 2e millennium v.Chr., toen Kanaän onderdeel uitmaakte van een Egyptisch rijk en geen vijanden had.

### Chronologie
De chronologie van het verhaal van de uittocht lijkt meer te wijzen op een religieuze dan op een historische betekenis. Het heilige getal zeven bijvoorbeeld, als Israël na zeven weken bij de berg Sinaï aankomt, waar men God zal ontmoeten.

### Route

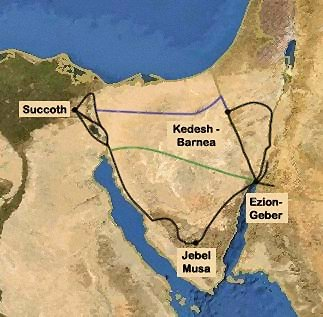
Mogelijke Uittochtroutes. Zwart de traditionele uittocht; alternatieven blauw en groen

De Thora somt de rustplaatsen van de Israëlieten op. Sommige namen uit het begin van de zwerftocht, bijvoorbeeld Ra'amses, Pithom en Sukkot, kan men goed plaatsen op de oostelijke oever van de Nijl, en Kadesh Barnea, waar de Israëlieten 38 jaar zouden hebben verbleven, nadat ze terugkeerden van Kanaän. Voor de doortocht door de Rode Zee worden meerdere plaatsen aangewezen aan de Pelusische tak van de Nijl, langs de Bittermeren, en de kleinere kanalen die een barrière vormden tegen de oostelijke ontsnappingsweg, de Golf van Suez en de Golf van Akaba, of zelfs een lagune aan de Middellandse Zeekust.
De Bijbelse berg Sinaï wordt sinds de 3e eeuw in de christelijke traditie gelijkgesteld met de Sinaïberg aan de zuidpunt van het schiereiland Sinaï.
Sedert eeuwen waren de koninklijke wegen in gebruik. De Bijbel stelt nadrukkelijk dat de Israëlieten niet de noordelijke kustroute langs de Middellandse Zee, de weg van de Filistijnen, namen. De paarse route op de kaart is de weg naar Sur (Assyrië). De Arabische route (groen) en de Weg van Seïr (zwart) zijn onwaarschijnlijke routes. De eerste heeft weliswaar het voordeel dat ze richting Kadesh Barnea gaat maar ze buigt ten noorden van Eilat af naar het oosten, naar Petra.

### Datering

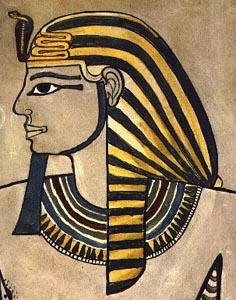
Amenhotep II

- De Seder Olam Rabbah (circa 2e eeuw) situeert het begin van de uittocht in het jaar 2448 AM (1313 v.Chr.). Deze datum is nu traditioneel in het rabbijnse jodendom.
- Vroeg in de 20e eeuw dateerde men de uittocht op basis van 1 Koningen 6:1, waar staat dat de Tempel van Salomo 480 jaar na de uittocht gebouwd werd. Dat zou neerkomen op 1450 v.Chr., toen farao Thoetmosis III (1479-1425 v.Chr.) aan de macht was. In het midden van de 20e eeuw was het duidelijk dat de archeologische bevindingen dit uitsloten. De mummie van Thoetmoses III was in 1881 al gevonden. Bronnen maken geen melding van een grote groep ontsnapte slaven of van de plagen. Bovendien hadden opgravingen rond 1935 geen sporen opgeleverd van de gelijktijdige verwoesting van steden zoals Jericho rond 1400 v.Chr., waarvan er nogal wat onbewoond waren in die periode.
- In de Septuagint (de Griekse vertaling van de Hebreeuwse Bijbel) staat in 1 Koningen 6:1 dat de tempel in het 440e jaar na de uittocht gebouwd werd (in plaats van het 480e jaar). Dan worden enkele bovengenoemde moeilijkheden opgelost. De farao tijdens de uittocht zou dan Amenhotep II zijn geweest.[41]
- Het gebrek aan bewijs bracht William F. Albright ertoe een late uittocht voor te stellen, rond 1200-1250 v.Chr. Het aardewerk dat hij als argument aanvoerde, bleek inheems en sommige steden zijn in die periode verwoest, andere helemaal niet. De Stele van Merenptah laat zien dat een volk "Israël" al (in 1213-1203 v.Chr.) bekend was. Veel moderne theorieën over de datum richten zich op een vroege uittocht, voor 1440 v.Chr.
- In 2006 is een theorie van Flavius Josephus dat de Hyksos gelijk te stellen zijn met Israël nieuw leven ingeblazen. Er zijn echter veel problemen met deze gedachte.[42][43]
- David Rohl probeerde in 1995 de gehele Egyptische geschiedenis te corrigeren, door de derde tussenperiode 300 jaar in te korten. Als neveneffect wordt dan farao Dedumose uit de 13e dynastie de farao van de uittocht.[44] Rohl’s theorie vindt maar weinig steun.
- Met enige regelmaat wordt getracht de uittocht te verbinden met de vulkaanuitbarsting die mogelijk verbonden is met de ondergang van de Minoïsche beschaving op Kreta rond 1600 v.Chr. Deze uitbarsting zou dan de plagen en de doortocht door de Schelfzee verklaren.

## Vergelijkbare verhalen
In enkele bewaard gebleven fragmenten van het werk Aegyptiaca van Hecataeus van Abdera (late 4e eeuw v.Chr.) wordt gesproken over een periode waarin de Egyptenaren buitenlanders de schuld gaven van een plaag en uit het land verdreven. Dit wordt door sommigen gezien als een verwijzing naar de uittocht uit Egypte onder Mozes.
De versie van de Egyptische historicus Manetho (3e eeuw v.Chr.) is vooral bekend doordat Flavius Josephus hem tweemaal citeert. Manetho beschrijft de Hyksos als een Aziatisch volk van lage afkomst, hun heerschappij over en verdrijving uit Egypte, en het feit dat zij vervolgens de stad Jeruzalem en de tempel hebben gesticht. Josephus vereenzelvigt de Hyksos met de Joden. In het andere citaat vertelt Manetho hoe 80.000 melaatsen en andere onreine mensen door een priester met de naam Osarseph, samenspanden met de vroegere Hyksos, die nu in Jeruzalem woonden, om Egypte over te nemen. Ze richtten schade aan, totdat de farao en zijn zoon hen verdreven tot de grens met Syrië, waar Osarseph hun een wet geeft en zijn naam in Mozes veranderde.

## Verfilming
Het verhaal over de uittocht uit Egypte is vaak verfilmd, onder meer in The Ten Commandments van Cecil B. DeMille uit 1956, The Prince of Egypt uit 1998, en Exodus: Gods and Kings uit 2014.

## Verder lezen
De volgende lijst boeken is overgenomen van de Engelse versie:
- Yohanan Aharoni. The Archaeology of the Land of Israel. Philadelphia: Westminster Press, 1982. ISBN 0-664-21384-7. This book is notable for the large number of Ramesside cartouches and finds it cites throughout Israel.
- Jan Assman, Moses the Egyptian: The Memory of Egypt in Western Monotheism, First Harvard University Press, 1997.
- John J. Bimson. Redating the Exodus. Sheffield, England: Sheffield Academic Press, 1981. ISBN 0-907459-04-8.
- Johannes C. de Moor. "Egypt, Ugarit and Exodus" in Ugarit, Religion and Culture, Proceedings of the International Colloquium on Ugarit, Religion and Culture, edited by N. Wyatt and W. G. E. Watson. Münster, Germany: Ugarit-Verlag, 1996. ISBN 3-927120-37-5.
- Dever, William (2001). What Did the Biblical Writers Know, and When Did They Know It?. Eerdmans.
- Davies, Graham (2004). Was There an Exodus?. Continuum International.
- In search of pre-exilic Israel: proceedings of the Oxford Old Testament Seminar
- Dever, William, Who Were the Early Israelites and Where Did They Come From?, Eerdman's, 2003.
- Encyclopaedia Judaica. S.v. "Population". ISBN 0-685-36253-1.
- Exodus: The Egyptian Evidence, edited by Frerichs, Lesko & Dever, Indianapolis: Eisenbrauns, 1997. ISBN 1-57506-025-6.
- Israel Finkelstein and Neil Asher Silberman. The Bible Unearthed. New York: Free Press, 2001. ISBN 0-684-86912-8.
- James K. Hoffmeier, Israel in Egypt: the evidence for the authenticity of the Exodus tradition, Oxford University Press, 1996, 1999, ISBN 9780195130881.
- James Hoffmeier, Ancient Israel in Sinai:the evidence for the authenticity of the wilderness tradition, Oxford University Press, 2005, ISBN 9780195155464.
- Thomas E. Levy and Mohammed Sajjar. "Edom & Copper", Biblical Archaeological Review (BAR), July/August, 2006: 24-35.
- Mark McEntire, Struggling with God: An Introduction to the Pentateuch, Mercer University Press, 2008.
- Carol Meyers, Exodus, Cambridge University Press, 2005.
- Noll, K. L. Canaan and Israel in Antiquity, Sheffield Academic Press, 2001.
- Nahum Sarna. "Six hundred thousand men on foot" in Exploring Exodus: The Origins of Biblical Israel, New York: Schocken Books (1996): ch. 5. ISBN 0-8052-1063-6
- Hershel Shanks, William G. Dever, Baruch Halpern and P. Kyle McCarter. The Rise of Ancient Israel: Symposium at the Smithsonian Institution October 26, 1991, Biblical Archaeological Society, 1992. ISBN 1-880317-05-2